# Dicranomyia reductissima
Dicranomyia reductissima är en tvåvingeart som först beskrevs av Alexander 1952.  Dicranomyia reductissima ingår i släktet Dicranomyia och familjen småharkrankar. Inga underarter finns listade i Catalogue of Life.